# Petar Nikezić
Petar Nikezić (in serbo Петар Никезић?; Zmajevo, 3 aprile 1950 – Novi Sad, 19 luglio 2014) è stato un calciatore jugoslavo, di ruolo attaccante.

## Caratteristiche tecniche
Molto abile sui calci piazzati era dotato di un tiro estremamente potente che gli valse il nominignolo di Pera Bombarder:  
tutte caratteristiche che aveva affinato sotto la guida di Dragoljub Milošević, l'allora allenatore del Vojvodina che lo costringeva a tirare almeno 200 punizioni dopo ogni allenamento.

## Carriera

### Club
Cresciuto nelle giovanili del Vojvodina e, a soli 17 anni su insistenza di Ilija Pantelić, viene aggregato prima squadra. Lega la maggior parte della carriera con la squadra di Novi Sad con cui milita dal 1967 al 1978 e dal 1979 al 1980, con i Crveno-beli segna 100 reti in 289 vincendo presenze in campionato vincendo anche una Coppa Mitropa.

### Nazionale
Il suo debutto con la nazionale jugoslava risale al 17 ottobre 1971 nella partita contro la Germania dell'Est giocatasi a Belgrado. La sua ultima partita con la nazionale risale al 4 febbraio 1973 contro la Tunisia a Tunisi.
Indossò la maglia della nazionale per un totale di tre partite.

## Statistiche

### Cronologia presenze e reti in nazionale
| Cronologia completa delle presenze e delle reti in nazionale ― Jugoslavia | Cronologia completa delle presenze e delle reti in nazionale ― Jugoslavia | Cronologia completa delle presenze e delle reti in nazionale ― Jugoslavia | Cronologia completa delle presenze e delle reti in nazionale ― Jugoslavia | Cronologia completa delle presenze e delle reti in nazionale ― Jugoslavia | Cronologia completa delle presenze e delle reti in nazionale ― Jugoslavia | Cronologia completa delle presenze e delle reti in nazionale ― Jugoslavia | Cronologia completa delle presenze e delle reti in nazionale ― Jugoslavia |
| Data                                                                      | Città                                                                     | In casa                                                                   | Risultato                                                                 | Ospiti                                                                    | Competizione                                                              | Reti                                                                      | Note                                                                      |
| ------------------------------------------------------------------------- | ------------------------------------------------------------------------- | ------------------------------------------------------------------------- | ------------------------------------------------------------------------- | ------------------------------------------------------------------------- | ------------------------------------------------------------------------- | ------------------------------------------------------------------------- | ------------------------------------------------------------------------- |
| 16-10-1971                                                                | Belgrado                                                                  | Jugoslavia                                                                | 0 – 0                                                                     | Germania Est                                                              | Qual. Euro 1972                                                           | -                                                                         | 61’                                                                       |
| 20-9-1972                                                                 | Torino                                                                    | Italia                                                                    | 3 – 1                                                                     | Jugoslavia                                                                | Amichevole                                                                | -                                                                         | 46’                                                                       |
| 4-2-1973                                                                  | Tunisi                                                                    | Tunisia                                                                   | 0 – 5                                                                     | Jugoslavia                                                                | Amichevole                                                                | -                                                                         | 56’                                                                       |
| Totale                                                                    |                                                                           | Presenze                                                                  | 3                                                                         |                                                                           | Reti                                                                      | 0                                                                         |                                                                           |

## Palmarès

### Club

#### Competizioni internazionali
- Coppa Mitropa: 1

Vojvodina: 1976-1977